# Pfarrkirche St. Martin bei Lofer

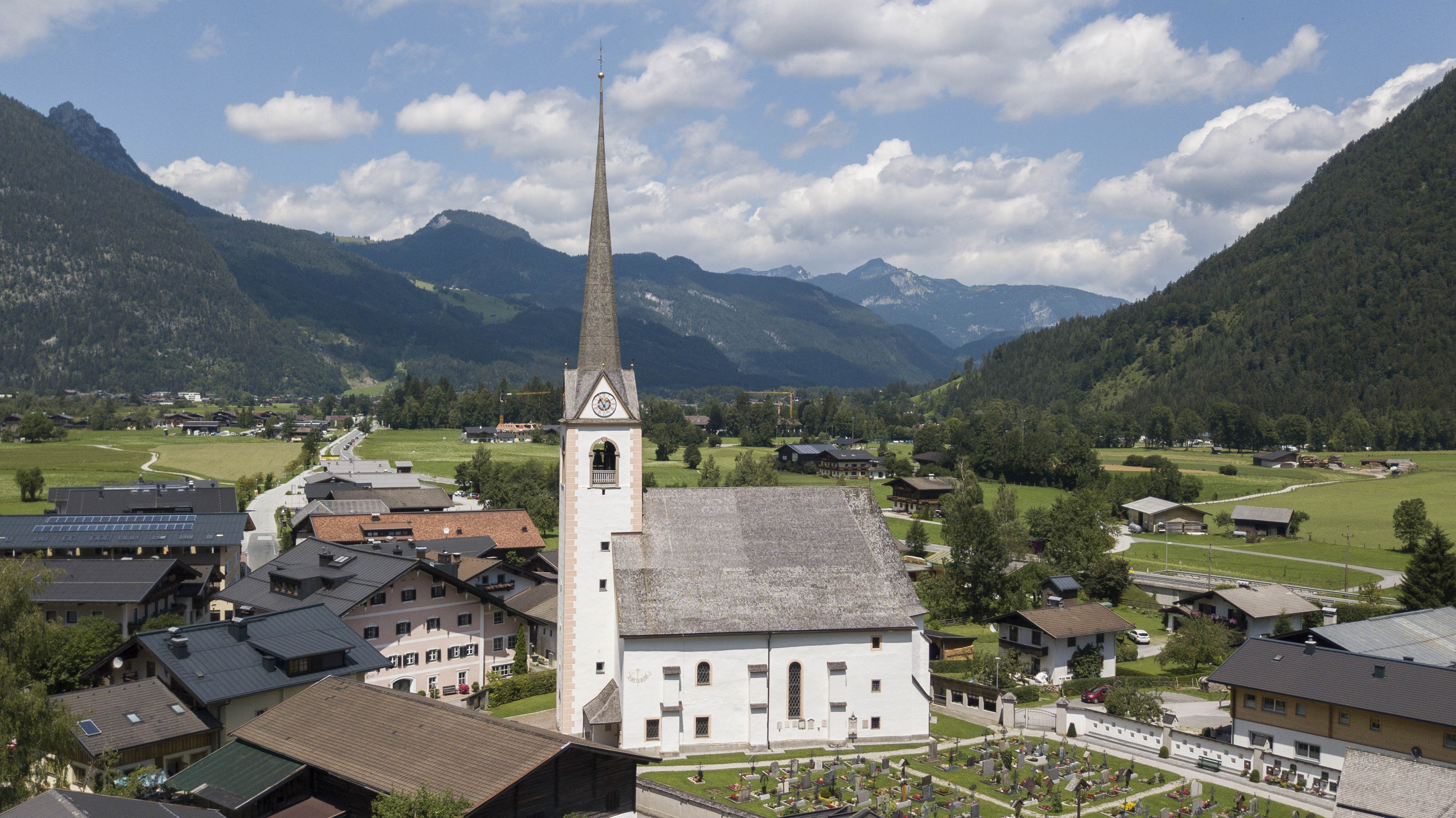
Katholische Pfarrkirche hl. Martin in Sankt Martin bei Lofer

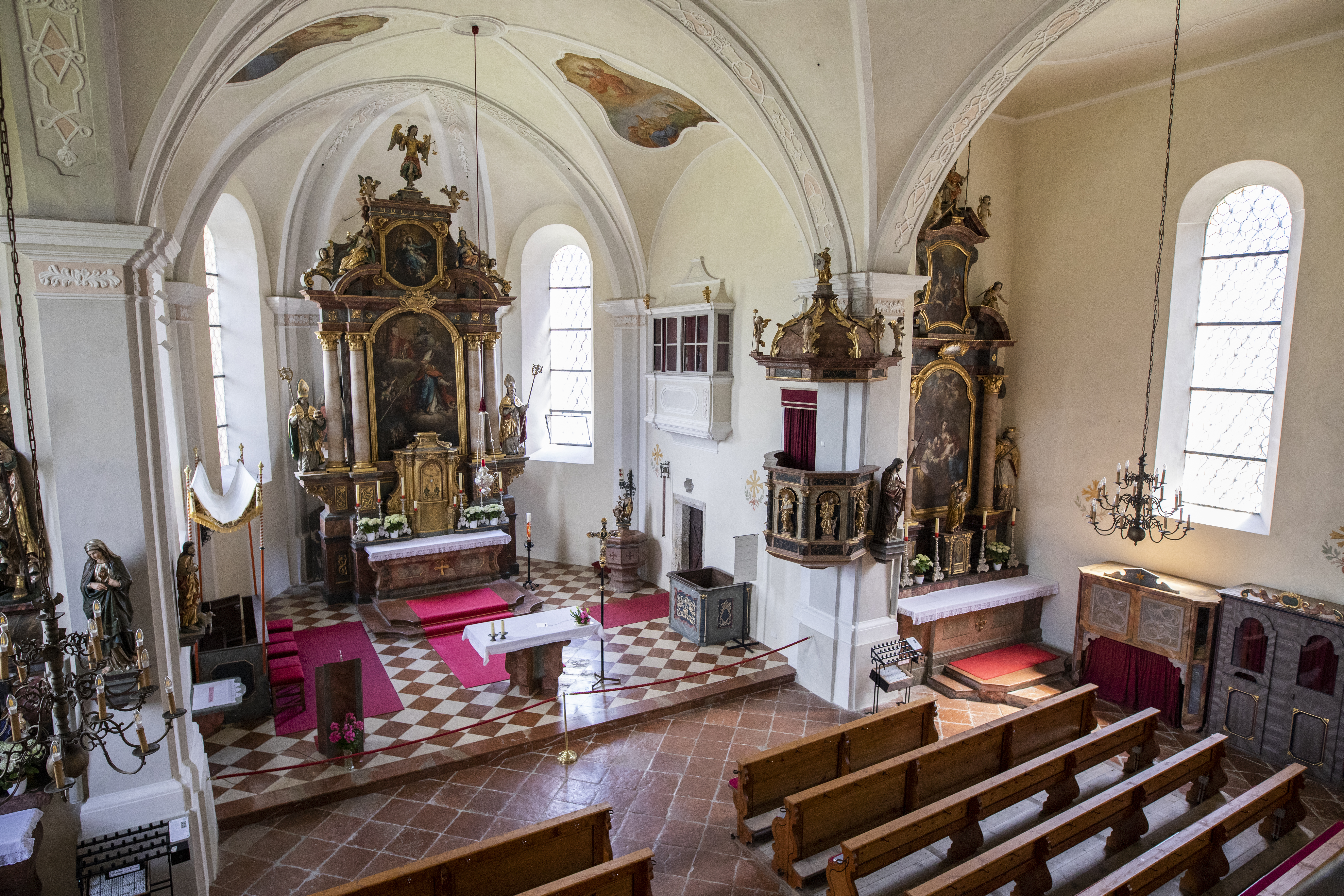
Langhaus, Blick zum Chor

Die römisch-katholische Pfarrkirche St. Martin bei Lofer steht im Südosten des Dorfes in der Gemeinde Sankt Martin bei Lofer im Bezirk Zell am See im Land Salzburg. Die dem Patrozinium des Heiligen Martin von Tours unterstellte Pfarrkirche gehört zum Dekanat Saalfelden in der Erzdiözese Salzburg. Die Kirche und der umgebende Friedhof stehen unter Denkmalschutz (Listeneintrag).

## Geschichte
Urkundlich wurde im Ende des 12. Jahrhunderts eine Kirche genannt. Seit 1190 war die Kirche bis 1803 dem Stift St. Zeno in Reichenhall inkorporiert.
Der im Kern gotischen Kirche wurden 1677 durch den Baumeister Hans Millinger Seitenschiffe angebaut. Anlässlich der Barockisierung der Kirche wurde eine spätgotische Marienstatue entfernt, die der Bauer Rupert Schmuck im Jahr 1689 ins Kirchental brachte, wo es bald Wallfahrer anzog und zum Gnadenbild wurde. Der gotische Turm wurde 1699/1700 durch den Baumeister Sebastian Millinger verändert. Der Sakristeianbau erfolgte 1736, sowie eine Barockisierung der Kirche. 1978 wurde das Gotteshaus restauriert.

## Architektur
Das Langhaus mit rundbogigen Fenstern und einem umlaufenden Sockel unter einem geschindelten Satteldach mit Seitenschiffanbauten wird im Norden durch zwei und im Süden durch drei abgetreppte Strebepfeiler gestützt. Der eingezogene polygonale Chor mit drei abgetreppten Strebepfeilern hat rundbogige Fenster. Der südliche zweigeschoßige Sakristeianbau zeigt im Osten die Wandmalerei hl. Martin von Josef Rattensperger 1844. Der ungegliederte Westturm, teils in das Langhaus eingestellt, hat ein spitzbogiges abgefastes Portal zur Vorhalle, beidseits mehrfach gekehlte Kielbogenportale, die Schallfenster sind rundbogig, er trägt einen Spitzgiebelhelm aus 1885. Zwischen dem Turm und dem südlichen Seitenschiff steht eine Totenkapelle.
Das Kircheninnere zeigt eine Turmhalle mit einem Kreuzgewölbe, zum Langhaus führt ein mehrfach gekehltes gotisches Kielbogenportal. Das dreischiffige Langhaus hat ein Mittelschiff mit Kreuzgewölben auf zwei quadratischen Pfeilern, die gotischen Gewölbe wurden 1736 entfernt, die Seitenschiffe haben Flachdecken mit barocken Stuckspiegeln. Die doppelgeschoßige Westempore hat barocke Stuckspiegel. Der Gurtbogen zum Chor nennt 1736. Der einjochige Chor hat ein Kreuzgewölbe und einen polygonalen Schluss und südseitig ein abgefastes Sakristeiportal mit einem geraden Sturz und darüber ein Oratoriumsfenster.
Die Wandmalereien Verkündigung, Heimsuchung und Geburt, Auferstehung und Himmelfahrt Christi schuf Josef Rattensperger 1844.

## Einrichtung
Der Hochaltar aus 1670 zeigt das Altarbild hl. Martin mit Dreifaltigkeit und Bettlerszene und das Aufsatzbild Immaculata, beide von Wilhelm Faistenberger, er trägt die Konsolfiguren der Heiligen Rupert und Virgil und im Aufsatz Ursula und Katharina und im Gebälk Michael. Der Tabernakel ist aus 1897.
Die Orgel baute Mauracher 1892. Eine Glocke nennt Caspar Immendorfer 1755. Zwei Glocken nennen Karl Wolfgang Gugg 1766.